# Film con maggiori incassi nella storia del cinema

Logo di Avatar (2009), il film con il maggior incasso nella storia del cinema

Questa è la classifica dei film con maggiori incassi nella storia del cinema. In totale, sono sette i film che hanno incassato più di due miliardi di dollari; tenendo, invece, conto del tasso d'inflazione (del 2024), sono sei i film che hanno incassato più di tre miliardi di dollari e due di questi ha incassato più di quattro miliardi.
Gli incassi sono espressi in dollari statunitensi, inoltre questa classifica non tiene conto del tasso d'inflazione e del sovrapprezzo delle uscite in 3D o IMAX. Da notare, infine, che tutti i film tranne uno sono stati prodotti e/o distribuiti da una delle "cinque grandi" case di produzione.

## Classifica dei film con maggiori incassi
La classifica sottostante, non corretta secondo il tasso d'inflazione, è aggiornata al 17 agosto 2025.
| Pos. | Film                                                      | Anno | Incasso ($)   |
| ---- | --------------------------------------------------------- | ---- | ------------- |
| 1    | Avatar                                                    | 2009 | 2 923 710 708 |
| 2    | Avengers: Endgame                                         | 2019 | 2 799 439 100 |
| 3    | Avatar - La via dell'acqua                                | 2022 | 2 320 250 281 |
| 4    | Titanic                                                   | 1997 | 2 264 812 968 |
| 5    | Ne Zha 2                                                  | 2025 | 2212930000    |
| 6    | Star Wars - Il risveglio della Forza                      | 2015 | 2 071 310 218 |
| 7    | Avengers: Infinity War                                    | 2018 | 2 052 415 039 |
| 8    | Spider-Man: No Way Home                                   | 2021 | 1 921 426 073 |
| 9    | Inside Out 2                                              | 2024 | 1 698 863 816 |
| 10   | Jurassic World                                            | 2015 | 1 671 537 444 |
| 11   | Il re leone                                               | 2019 | 1 662 020 819 |
| 12   | The Avengers                                              | 2012 | 1 520 538 536 |
| 13   | Fast & Furious 7                                          | 2015 | 1 515 342 457 |
| 14   | Top Gun: Maverick                                         | 2022 | 1 495 696 292 |
| 15   | Frozen II - Il segreto di Arendelle                       | 2019 | 1 453 683 476 |
| 16   | Barbie                                                    | 2023 | 1 447 038 421 |
| 17   | Avengers: Age of Ultron                                   | 2015 | 1 405 018 048 |
| 18   | Super Mario Bros. - Il film                               | 2023 | 1 360 847 665 |
| 19   | Black Panther                                             | 2018 | 1 349 926 083 |
| 20   | Harry Potter e i Doni della Morte - Parte 2               | 2011 | 1 342 505 340 |
| 21   | Deadpool & Wolverine                                      | 2024 | 1 338 073 645 |
| 22   | Star Wars - Gli ultimi Jedi                               | 2017 | 1 334 407 706 |
| 23   | Jurassic World - Il regno distrutto                       | 2018 | 1 310 469 037 |
| 24   | Frozen - Il regno di ghiaccio                             | 2013 | 1 286 319 131 |
| 25   | La bella e la bestia                                      | 2017 | 1 266 115 964 |
| 26   | Gli Incredibili 2                                         | 2018 | 1 243 225 667 |
| 27   | Fast & Furious 8                                          | 2017 | 1 236 009 236 |
| 28   | Iron Man 3                                                | 2013 | 1 215 577 205 |
| 29   | Minions                                                   | 2015 | 1 159 457 503 |
| 30   | Captain America: Civil War                                | 2016 | 1 155 046 416 |
| 31   | Aquaman                                                   | 2018 | 1 152 028 393 |
| 32   | Il Signore degli Anelli - Il ritorno del re               | 2003 | 1 138 585 547 |
| 33   | Spider-Man: Far from Home                                 | 2019 | 1 132 723 226 |
| 34   | Captain Marvel                                            | 2019 | 1 131 416 446 |
| 35   | Transformers 3                                            | 2011 | 1 123 794 079 |
| 36   | Il cavaliere oscuro - Il ritorno                          | 2012 | 1 114 976 407 |
| 37   | Skyfall                                                   | 2012 | 1 108 594 137 |
| 38   | Transformers 4 - L'era dell'estinzione                    | 2014 | 1 105 261 713 |
| 39   | Jurassic Park                                             | 1993 | 1 104 379 926 |
| 40   | Joker                                                     | 2019 | 1 078 958 629 |
| 41   | Star Wars - L'ascesa di Skywalker                         | 2019 | 1 077 022 372 |
| 42   | Toy Story 4                                               | 2019 | 1 073 841 394 |
| 43   | Toy Story 3 - La grande fuga                              | 2010 | 1 067 316 101 |
| 44   | Pirati dei Caraibi - La maledizione del forziere fantasma | 2006 | 1 066 179 747 |
| 45   | Oceania 2                                                 | 2024 | 1 059 242 164 |
| 46   | Rogue One: A Star Wars Story                              | 2016 | 1 058 684 742 |
| 47   | Aladdin                                                   | 2019 | 1 054 304 000 |
| 48   | Pirati dei Caraibi - Oltre i confini del mare             | 2011 | 1 046 721 266 |
| 49   | Star Wars - Episodio I - La minaccia fantasma             | 1999 | 1 046 515 409 |
| 50   | Cattivissimo me 3                                         | 2017 | 1 034 800 131 |

## Classifica dei film con maggiori incassi rivalutati con il tasso d'inflazione

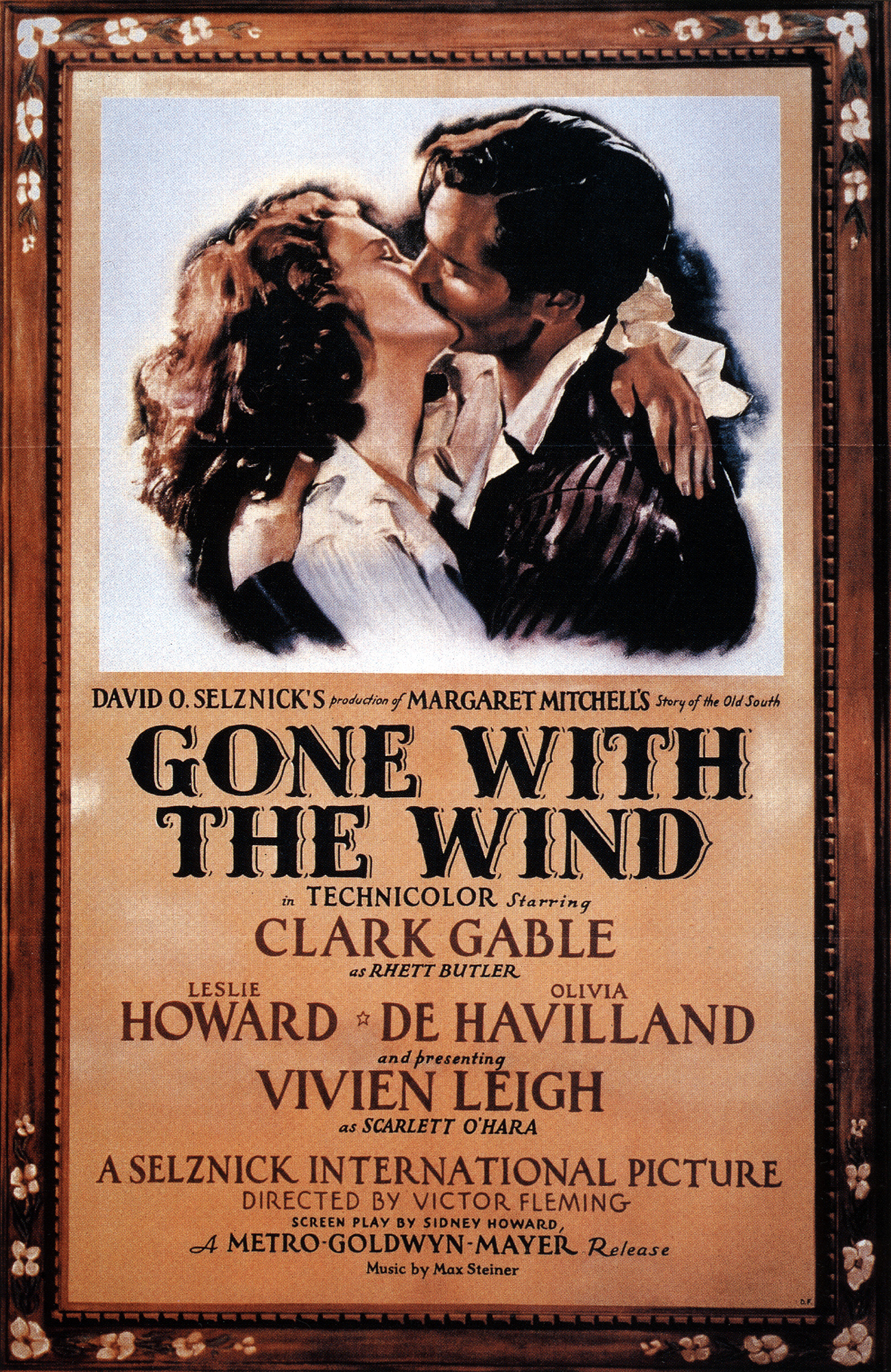
Poster di Via col vento (1939), il film con il maggior incasso considerando l'inflazione

L'adeguamento all'inflazione viene effettuato utilizzando l'indice dei prezzi al consumo per le economie avanzate, pubblicato dal Fondo Monetario Internazionale. L'indice viene applicato uniformemente agli incassi riportati nella classifica pubblicata dal Guinness dei primati nel 2014. I dati nella classifica sottostante tengono conto dell'inflazione registrata in ogni anno da allora, fino al 2024.
| Pos. | Film                                 | Anno | Incasso ($) (inflazione 2024) |
| ---- | ------------------------------------ | ---- | ----------------------------- |
| 1    | Via col vento                        | 1939 | 4 450 000 000                 |
| 2    | Avatar                               | 2009 | 4 056 000 000                 |
| 3    | Titanic                              | 1997 | 3 769 000 000                 |
| 4    | Guerre stellari                      | 1977 | 3 652 000 000                 |
| 5    | Avengers: Endgame                    | 2019 | 3 357 000 000                 |
| 6    | Tutti insieme appassionatamente      | 1965 | 3 059 000 000                 |
| 7    | E.T. l'extra-terrestre               | 1982 | 2 990 000 000                 |
| 8    | I dieci comandamenti                 | 1956 | 2 827 000 000                 |
| 9    | Il dottor Živago                     | 1965 | 2 680 000 000                 |
| 10   | Star Wars - Il risveglio della Forza | 2015 | 2 642 000 000                 |